# إدرار ماء
إدرار الماء هو تفريغ المياه دون فقد الكهرل. وهذه الطريقة أفضل من إدرار البول عند علاج نقص صوديوم الدم.